# Antoni Piechniczek
Antoni Krzysztof Piechniczek (* 3. Mai 1942 in Königshütte, Oberschlesien) ist ein ehemaliger polnischer Fußballspieler und -trainer.

## Leben
Antoni Piechniczek ist der Sohn des schlesischen Mechanikers und Wehrmachtsoldaten Emil Piechniczek, der 1945 vom NKWD verhaftet wurde. Emil Piechniczek wurde in Witebsk inhaftiert, wo er am 8. Mai 1945 starb. Antoni Piechniczek lebt heute in Wisła.

## Sportkarriere
In seiner aktiven Zeit war Piechniczek defensiver Mittelfeldspieler und rechter Verteidiger. Er spielte von 1962 bis 1965 bei Legia Warschau und dann von 1965 bis 1972 in seinem Heimatverein Ruch Chorzów. In der Saison 1972/1973 spielte er noch ein Jahr im französischen Chateauroux, bevor er seine aktive Laufbahn beendete. Der größte Erfolg des dreifachen polnischen Nationalspielers war der Gewinn der polnischen Meisterschaft 1968 mit Ruch Chorzów.
Der Absolvent der Sporthochschule Warschau begann anschließend als Trainer zu arbeiten. Seine Vereinsstationen waren: BKS Bielsko-Biała, Odra Opole, Ruch Chorzów, Górnik Zabrze. Im Ausland arbeitete er bei Vereinen in Katar, Vereinigte Arabische Emirate und Tunesien. Seine größten Erfolge als Vereinstrainer waren der Gewinn des polnischen Ligapokals 1977 mit Odra Opole und der polnischen Meisterschaft 1987 mit Górnik Zabrze.
Im Dezember 1980 wurde er ins Nationaltraineramt der polnischen Fußballnationalmannschaft berufen. Er begann seine Tätigkeit am 5. Januar 1981 und erreichte im ersten Jahr gleich die Qualifikation zur Fußball-Weltmeisterschaft 1982 in Spanien. Dieses Turnier sollte der letzte große Triumph einer polnischen Mannschaft bei einem WM-Turnier werden. Nach eher schwächeren Spielen in der Vorrunde gegen Kamerun, Italien und Peru gelang der Mannschaft in der zweiten Finalrunde nach einem Sieg über Belgien und einem Unentschieden gegen die Sowjetunion der Einzug ins Halbfinale. Italien war allerdings zu stark, doch nach der 0:2-Niederlage gegen den späteren Weltmeister gelang ein 3:2-Erfolg gegen Frankreich im Spiel um den dritten Platz. Wie bei der Fußball-Weltmeisterschaft 1974 in Deutschland gewann Polen die Bronzemedaille.
Für die Fußball-Europameisterschaft 1984 in Frankreich konnte Piechniczek sich zwar mit seiner Mannschaft nicht qualifizieren, er blieb dennoch Nationaltrainer und qualifizierte sich erneut für die Fußball-Weltmeisterschaft 1986 in Mexiko. Die Mannschaft hatte jedoch ihren Zenit bereits überschritten. Die Vorrunde überstand sie zwar noch und warf Portugal aus dem Turnier, doch Brasilien im Achtelfinale war zu stark. Danach trat Piechniczek von seinem Amt zurück. Im Mai 1996 kehrte er dann noch einmal in dieses Amt zurück, um Polen zur Fußball-Weltmeisterschaft 1998 nach Frankreich zu führen. Dies misslang jedoch und er trat am 7. Juni 1997 erneut vom Amt zurück. Im Ausland arbeitete Piechniczek außerdem als Nationaltrainer von Tunesien und der Vereinigten Arabischen Emirate. Mit Tunesien nahm er an den Olympischen Spielen 1988 in Seoul teil.